# 2262 Mitidika
2262 Mitidika este un asteroid din centura principală, descoperit pe 10 septembrie 1978 de Paul Wild.